# اله گارسیا
اله گارسیا (انگلیسی: Ale García؛ زادهٔ ۱۹ مارس ۲۰۰۳) بازیکن فوتبال اهل اسپانیا ست که در حال حاضر به صورت قرضی از باشگاه فوتبال لاس پالماس برای باشگاه فوتبال اتلتیکو مادرید بی بازی می‌کند. 
وی همچنین در تیم ملی فوتبال زیر ۱۹ سال اسپانیا بازی کرده است.